# Włodzimierz Kołos

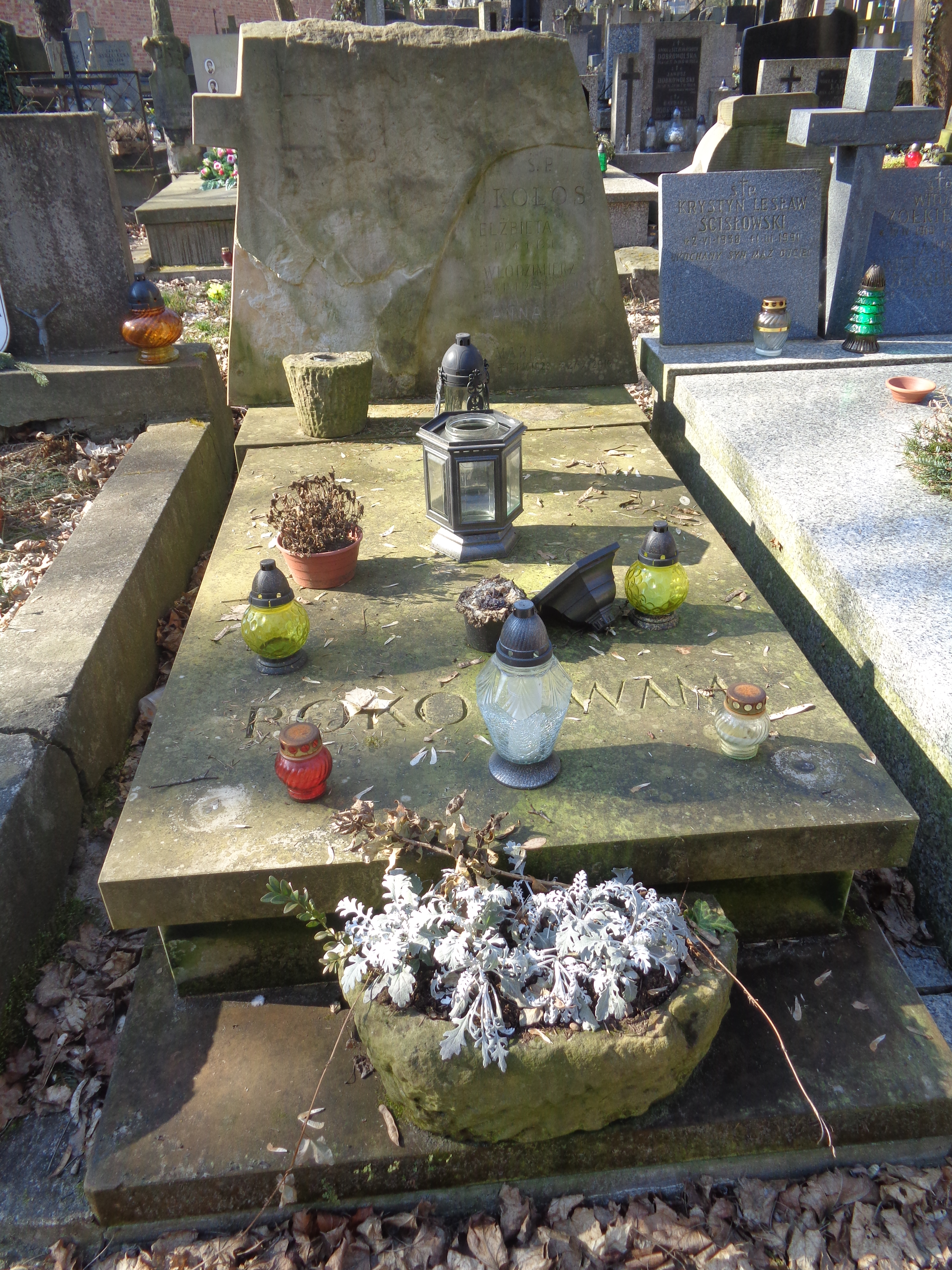
Nagrobek Włodzimierza Kołosa na Cmentarzu Powązkowskim

Włodzimierz Kołos (ur. 6 września 1928 w Pińsku, zm. 3 czerwca 1996 w Warszawie) – polski fizyk i chemik, jeden z twórców współczesnej chemii kwantowej, najbardziej znany z pionierskich prac w dziedzinie bardzo dokładnych obliczeń struktury elektronowej małych cząsteczek. Profesor, kierownik grup badawczych Instytutu Badań Jądrowych (1961–1966) oraz Wydziału Chemii Uniwersytetu Warszawskiego (1965–1996). Upamiętniony medalem im. Włodzimierza Kołosa przyznawanym przez Polskie Towarzystwo Chemiczne i Uniwersytet Warszawski.
Ojciec Roberta Kołosa, profesora chemii w Instytucie Chemii Fizycznej PAN.

## Życiorys

### Dzieciństwo i młodość
Włodzimierz Kołos urodził się w Pińsku w roku 1928 w rodzinie kolejarskiej. W 1933 r. Kołosowie przenieśli się do zachodniej Polski. Od trzynastego do siedemnastego roku życia (czasy okupacji niemieckiej) Włodzimierz Kołos pracował w laboratorium fotograficznym przy drogerii w Środzie Wielkopolskiej, tam też ukończył szkołę średnią w roku 1947. Studiował chemię na Uniwersytecie Poznańskim w latach 1947–1951, gdzie uzyskał stopień magistra filozofii, specjalizując się w chemii organicznej. Swoją karierę uniwersytecką zaczął jeszcze przed ukończeniem studiów jako asystent prof. Jerzego Suszki.

### Kariera naukowa
Początki kariery naukowej Kołosa przypadły na czas, w którym pojawiły się pierwsze możliwości zastosowania maszyn liczących do problemów chemii kwantowej. Praca doktorska Kołosa, Wpływ zahamowanej rotacji na rozpraszanie niskoenergetycznych neutronów przez związane protony, obroniona w 1953 roku na Wydziale Fizyki Uniwersytetu Warszawskiego pod kierunkiem Leopolda Infelda nie miała jeszcze takiego charakteru, ale wyjazd w 1957 roku do University of Chicago, umożliwił rozpoczęcie obliczeń dla cząsteczki wodoru.
W latach 1961–1966 Kołos kierował grupą badawczą w Instytucie Badań Jądrowych w Świerku, a w 1965 roku stanął na czele Katedry Chemii Teoretycznej Wydziału Chemii Uniwersytetu Warszawskiego, przekształconej później w Pracownię Chemii Kwantowej. W 1969 roku został profesorem zwyczajnym i członkiem korespondentem Polskiej Akademii Nauk, a od 1976 roku członkiem rzeczywistym.

### Wyróżnienia
Otrzymał między innymi, Medal im. Mikołaja Kopernika przyznawany przez PAN, Medal Śniadeckiego Polskiego Towarzystwa Chemicznego, oraz tytuł doktora honoris causa jego macierzystej uczelni, Uniwersytetu im. Adama Mickiewicza.
Osiągnięcia Kołosa zostały też wcześnie dostrzeżone przez społeczność międzynarodową. W 1967 roku został uhonorowany medalem Międzynarodowej Akademii Nauk Kwantowo-Molekularnych (IAQMS), pierwszym przyznanym przez tę organizację, której później (1988) Kołos został członkiem (jedynym Polakiem oprócz Kołosa wyróżnionym medalem Międzynarodowej Akademii Nauk Kwantowo-Molekularnych i jej członkostwem jest Bogumił Jeziorski, uczeń i wieloletni współpracownik Kołosa). Włodzimierz Kołos otrzymał także, między innymi, Nagrodę Alexandra von Humboldta oraz medal Izraelskiej Akademii Nauk.
Prace Kołosa są szeroko znane i do tej pory często cytowane. Jeden z jego artykułów wskazany został w bazie Current Contents jako klasyk cytowań. Inny jest jednym z setki najbardziej cytowanych artykułów pisma „Reviews of Modern Physics”.

## Tematyka badawcza

### Cząsteczka wodoru
Obliczenia Kołosa energii dysocjacji cząsteczki wodoru były pierwszym przypadkiem w historii, gdy modelowanie metodami chemii kwantowej przyniosło wyniki znacznie bardziej dokładne niż doświadczenia spektroskopowe. Od 1958 roku Kołos, we współpracy najpierw z Clemensem Roothaanem z University of Chicago, później z Lutosławem Wolniewiczem z UMK w Toruniu obliczył szereg poprawek do energii cząsteczki wodoru. Zajmował się najpierw energią korelacji elektronowej za pomocą jawnie skorelowanych baz funkcyjnych pomysłu swojego i L. Wolniewicza w ramach przybliżenia Borna-Oppenheimera, a następnie adiabatycznymi, nieadiabatycznymi i relatywistycznymi poprawkami do tej energii. W rezultacie Gerhard Herzberg kilkakrotnie powtarzał swoje pomiary, by zbliżyć się do dokładności uzyskanej przez Kołosa i Wolniewicza. Obliczenia o podobnej jakości wykonał Kołos również dla stanów wzbudzonych cząsteczki wodoru.

### Neutrina
W latach osiemdziesiątych Kołos intensywnie zajmował się modelowaniem teoretycznym rozpadu beta trytu związanego w cząsteczkach lub ciele stałym. Wynikiem tych obliczeń były dane kluczowe dla prób ustalenia masy neutrina elektronowego z badań rozpadu cząsteczkowego trytu, używane do dziś w eksperymentach mających na celu określenie masy spoczynkowej neutrin.

### Miony
Innym polem działalności naukowej Kołosa była fuzja jądrowa katalizowana mionami. Pierwsze obliczenia stałej szybkości fuzji opublikował, wraz z Clemensem Roothaanem i Robertem Sackiem już w 1960, a tematykę rozwinął w latach osiemdziesiątych pod wpływem nowych doniesień eksperymentalnych. Kołos, wraz ze współpracownikami z Gainesville i Uniwersytetu Warszawskiego, opublikował bardzo dokładne obliczenia dla cząsteczek zawierających miony, uwzględniając nie tylko oddziaływanie elektrostatyczne, ale też oddziaływanie silne między jądrami trytu i deuteru. Prace te pozwoliły na opracowanie teoretycznych limitów wydajności katalizy mionowej.

### Oddziaływania międzycząsteczkowe
Włodzimierz Kołos przyczynił się również znacznie, wraz ze współpracownikami z Wydziału Chemii UW, do rozwoju teorii oddziaływań międzycząsteczkowych. Był jednym z pionierów rachunku zaburzeń o adaptowanej symetrii (ang. symmetry adapted perturbation theory, SAPT) oraz prac nad nieaddytywnością oddziaływań międzycząsteczkowych.

## Działalność pozanaukowa
Włodzimierz Kołos, aktywny katolik, interesował się problemami relacji nauki i Kościoła Katolickiego. Brał udział w seminariach w Castel Gandolfo organizowanych na ten temat przez papieża Jana Pawła II. Angażował się w życie społeczne kraju i wspierał niezależny ruch intelektualny. Był między innymi jednym z sygnatariuszy listu otwartego (1988) do intelektualistów radzieckich w sprawie dialogu polsko-rosyjskiego i ujawnienia sprawców zbrodni katyńskiej.

## Śmierć i wyróżnienia pośmiertne
Włodzimierz Kołos zmarł 3 czerwca 1996 roku w Warszawie na chorobę nowotworową. Grób jego znajduje się na Powązkach (kwatera 334-3-19). Imieniem Włodzimierza Kołosa nazwano ulicę na warszawskim Kampusie Ochota oraz jedną z sal wykładowych Wydziału Chemii Uniwersytetu Warszawskiego. Upamiętniony został także medalem Kołosa przyznawanym przez Polskie Towarzystwo Chemiczne oraz Uniwersytet Warszawski oraz nagrodą naukową jego imienia przyznawaną przez Wydział Chemii Uniwersytetu Warszawskiego za wyróżniającą się rozprawę doktorską.